# Židlov
Židlov (německy Schiedel či Sidlow) je zaniklá obec v okrese Česká Lípa. Ležela asi 3 km severovýchodně od Kuřívod (tehdy město). Původní zabrané katastrální území bylo Židlov, současné je na pomezí území Kuřívody a Jabloneček v novodobém městě Ralsko. Obec byla zrušena kvůli vzniku bývalého vojenského prostoru Ralsko, v jehož zhruba jihovýchodní části se ocitla. Po zrušení vojenského prostoru byla ve velké části tohoto území zřízena rozsáhlá obora Židlov.

## Popis a historie

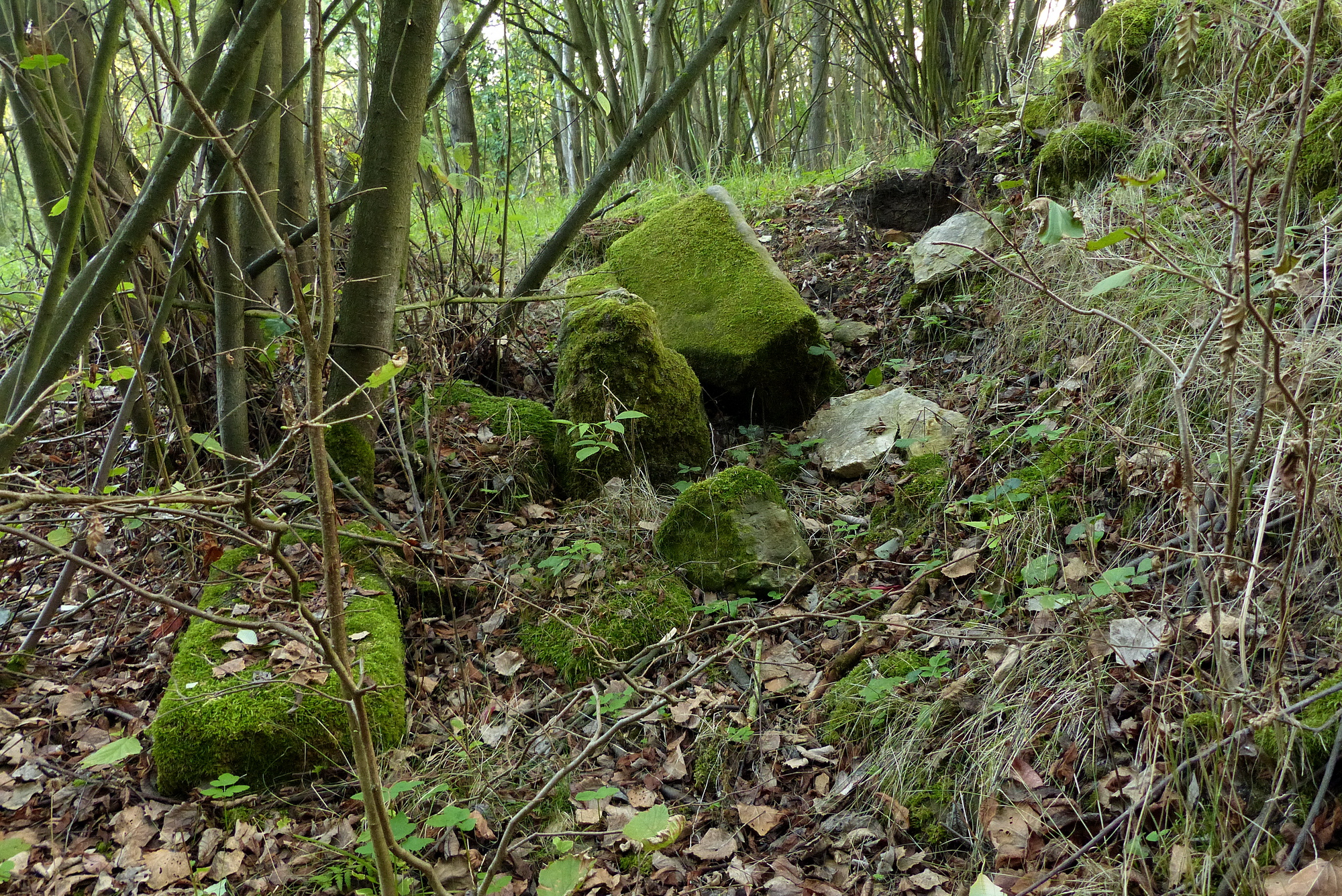
Rozvaliny stavení v bývalém Židlově

Se svou délkou přes 2,5 km patřila obec k největším sídlům na území VVP. Rozprostírala se podél silnice z Kuřívod do Olšiny, v úseku vedoucím mělkým údolím. Poblíž bývalé obce, přímo v oboře Židlov, je zřízena unikátní stálá trhací jáma Policie ČR, sloužící k ekologické likvidaci nevybuchlé munice.
Obec byla dělena na Horní a Dolní. Prvotní sídlo bylo založeno mnichy z kláštera v Hradišti jako lesně-rolnická ves („Waldhufendorf“).